# Christelle Doumergue
Pour les articles homonymes, voir Doumergue.
Christelle Doumergue-Le Guiader, née le 28 novembre 1963 dans le 7e arrondissement de Lyon et morte le 25 janvier 2023 à Clermont-Ferrand, est une joueuse de basket-ball française.

## Biographie
Christelle Doumergue est formée à la Frat Oullins puis joue à l'ASVEL.
Elle est sacrée championne de France en 1981 avec le Clermont Université Club. Elle est nommée meilleure joueuse française du championnat en 1987 et en 1988.
Avec le Tango Bourges Basket, elle remporte la Coupe de France en 1990 et en 1991.
Elle termine sa carrière en 2003 au Stade clermontois.
Elle débute en équipe de France le 27 juillet 1979 contre la Yougoslavie et participe aux Championnats d'Europe 1980, 1985, 1987 et 1989.
Sa dernière sélection a lieu le 21 juillet 1989 contre le Sénégal.